# Вечер накануне Ивана Купала (фильм)
«Вечер накануне Ивана Купала» — советский фильм 1968 года режиссёра Юрия Ильенко по мотивам одноимённой повести Николая Гоголя. В 2021 году был включён в список 100 лучших фильмов в истории украинского кино.

## Сюжет
Влюбился нищий батрак Петро в местную красавицу Пидорку, дочь своего хозяина богатого казака Терентия Коржа. Девушка отвечает парню взаимностью, но её отец и слышать об этом не хочет. Пидорка сообщает Петрусю, что скоро её сосватает кто-то из зажиточных селян. В кабаке Петро обращается к бродяге Басаврюку, которого местные считают колдуном и дьяволом в человеческом обличие, и просит его помощи. Басаврюк советует ему ночью на Ивана Купала пойти в чащу и разыскать там цветущий папоротник — ключ к несметным богатствам и исполнению желаний. Петро находит папоротник и вызывает ведьму, которая просит кровавую жертву в обмен на золото. Поколебавшись Петро соглашается, и нищий батрак становится богатым. Теперь Корж согласен выдать за него Пидорку. Молодые играют богатую свадьбу, но нельзя построить счастье ценой чужой жизни… Петро сходит с ума от совершённого злодеяния.

## В ролях
- Лариса Кадочникова — Пидорка
- Борис Хмельницкий — Петро Безродный, полунищий батрак
- Евгений Фридман — Басаврюк, колдун
- Дмитрий Франько — Терентий Корж, казак, отец Пидорки
- Борислав Брондуков — ряженый хлопец
- Михаил Ильенко — ряженый хлопец
- Виктор Панченко — ряженый хлопец
- Константин Ершов — поп
- Давид Яновер — пан
- Джемма Фирсова — ведьма
- Николай Силис — шинкарка
- Саша Сергиенко — Ивась
- Виктор Бешляга — попик
- Владимир Лемпорт — эпизод
- Сергей Якутович — эпизод

## Критика
Дебютный фильм режиссёра «вызвал разноречивые толки в критике, но был единодушно одобрен в своей яркой живописности», отмечалось, что в нём «едва ли не важнейшим способом раскрытия авторского замысла становится цвет», но фильм был назван «почти непреодолимо трудным для восприятия» и как экранизация далёким от повести Гоголя:

режиссёр предложил замысловатое и яркое зрелище, но в мир Гоголя проник совсем неглубоко, хоть и выступал в фильме во всеоружии живописных и пластических средств.— Воспитание кинорежиссера / Сергей Аполлинариевич Герасимов — М.: Искусство, 1978. — 430 с. — стр. 212